# A Rockin’ Good Way
A Rockin' Good Way című dalt Brook Benton, Clyde Otis és Luchi de Jesus írta. Hanglemezre elsőként a Spaniels együttes rögzítette 1958-ban.

## Feldolgozások

### Dinah Washington & Brook Benton (1960)
1960-ban a dal áthangszerelt változata Dinah Washington és Brook Benton előadásában az R&B slágerlista élére és a pop slágerlista első tíz helyezette közé került.

### Bonnie Tyler & Shakin' Stevens (1983)
A dalt Bonnie Tyler és Shakin' Stevens rock and roll stílusban rögzítette ismét lemezre 1983-ban. Bonnie Tyler akkoriban a Total Eclipse of the Heart című dalával uralta az első helyét a slágerlistáknak, Shakin' Stevens pedig már akkor is Nagy-Britannia első számú rock and roll-énekesének számított aki sorra gyűjtötte az arany- és platinalemezeket. Stevens ötlete volt a Tylerrel való duett, ami a The Bop Won't Stop című nagylemezére került fel. Több országban is a játszási listák élére került és aranylemezzel jutalmazták a két előadót.[forrás?]
Rockin' Good Way 7" single
| #   | Dalcím                       | Zeneszerző                  | Producer        | Hossz |
| --- | ---------------------------- | --------------------------- | --------------- | ----- |
| 1/A | A Rockin' Good Way           | Steve Benson, Brooks Benton | Shakin' Stevens | 2:55  |
| 1/B | Why Do You Treat Me This Way | Shakin' Stevens             | Shakin' Stevens | 3:25  |

A Rockin' Good Way 12" single
| #   | Dalcím                       | Zeneszerző                  | Producer        | Hossz |
| --- | ---------------------------- | --------------------------- | --------------- | ----- |
| 1/A | A Rockin' Good Way           | Steve Benson, Brooks Benton | Shakin' Stevens | 2:55  |
| 1/B | Why Do You Treat Me This Way | Shakin' Stevens             | Shakin' Stevens | 3:05  |
| 2/B | The Bob Won't Stop           | Shakin' Stevens             | Shakin' Stevens | 3:25  |

## Toplista
| 1983               | Legjobb helyezés |
| ------------------ | ---------------- |
| Írország           | 1                |
| Norvégia           | 4                |
| Egyesült Királyság | 5                |
| Németország        | 5                |
| Hollandia          | 8                |
| Ausztria           | 9                |
| Svájc              | 10               |
| Svédország         | 11               |